# Stromingsleer
Stromingsleer is de wetenschap die de beweging van vloeistoffen en gassen beschrijft. Het kan worden opgesplitst in aerodynamica (de studie van bewegende gassen) en hydrodynamica (de studie van bewegende vloeistof). Stromingsleer heeft vele toepassingen, zoals het berekenen van krachten op vliegtuigen, bepalen hoeveel olie er door een pijpleiding stroomt of het voorspellen van het weer. Ook het verkeer kan soms als vloeistof gemodelleerd worden.
Stromingsleer levert de wiskundige structuur achter deze toepassingen. Daarbij draait het er om de eigenschappen van het fluïdum, zoals snelheid, druk, dichtheid en temperatuur, te beschrijven als functie van de tijd en plaats.
Ook andere "stromen" worden bestudeerd, zoals verkeersstromen (zie verkeersstroomtheorie), waaronder ook uitstromen (zie ook crowd control en crowd management).

## Vergelijkingen in de stromingsleer
De basis van de stromingleer wordt gevormd door behoudswetten, specifiek het behoud van massa, behoud van impuls en behoud van energie. Deze behoudswetten zijn gebaseerd op de klassieke mechanica.
Daarnaast wordt ook aangenomen dat de vloeistof zich als een continuüm gedraagt. Vloeistoffen bestaan uit moleculen die met elkaar en andere objecten kunnen botsen. We gaan er echter van uit dat de vloeistof continu is. Daardoor zijn eigenschappen als dichtheid, druk, temperatuur en snelheid goed gedefinieerd op oneindig kleine punten, en nemen we aan dat deze eigenschappen zich als een continue functie gedragen. Dat de vloeistof eigenlijk uit moleculen bestaat, wordt dus genegeerd.
Voor vloeistoffen waarvoor bovenstaande aannames gelden en waarvan de snelheden klein zijn ten opzichte van de geluidssnelheid, geldt de Navier-Stokes-vergelijking. Dit is een niet-lineaire partiële differentiaalvergelijking, gebaseerd op de wet van behoud van impuls. Een algemeen geldige analytische oplossing is er (nog) niet, maar er is een prijs voor uitgeloofd door het Clay Mathematics Institute. In theorie zou men door de vergelijkingen van Navier-Stokes numeriek op te lossen met zeer krachtige computers het weer op een willekeurig tijdstip in de toekomst kunnen voorspellen, indien de toestand van de dampkring op een bepaald ogenblik bekend is. In de praktijk is dat echter nooit het geval en zullen de miniemste meetfouten en onvolledigheden tot grote afwijkingen in de voorspelling leiden (zie de chaostheorie).
 Voor praktisch gebruik past men vereenvoudigingen toe, die uiteraard ook geen exacte weersvoorspellingen geven, maar wel aanzienlijke besparingen op de hoeveelheid rekenwerk opleveren en voor een aantal technische toepassingen volkomen verantwoord zijn. Zo is de wet van Bernoulli een vereenvoudiging voor laminaire stroming. De stromingsvergelijkingen van Euler zijn vereenvoudigingen, waarbij men de samendrukbaarheid en de viscositeit verwaarloost. Er zijn ook vereenvoudigde formules die het drukverlies in een bocht of na een vernauwing aangeven zonder de formules van Navier-Stokes te hoeven gebruiken.
Naast de behoudsvergelijkingen voor massa, impuls en energie is er, als er temperatuurverschillen in de stroming voorkomen, ook een thermodynamische toestandsvergelijking nodig die de druk geeft als functie van andere thermodynamische variabelen. Een voorbeeld is de idealegaswet:
{\displaystyle p={\frac {\rho RT}{M}}}
waar
- {\displaystyle p} de druk is,
- {\displaystyle \rho } de dichtheid,
- {\displaystyle R} de gasconstante,
- {\displaystyle M} de moleculaire massa en
- {\displaystyle T} de absolute temperatuur.